# Stazione di Berlino-Tempelhof
La stazione di Berlino-Tempelhof (in tedesco Berlin-Tempelhof) è una fermata ferroviaria posta sulla Ringbahn di Berlino. Serve l'omonimo quartiere.
È posta sotto tutela monumentale (Denkmalschutz).

## Movimento
La stazione è servita dalle linee S 41, S 42, S 45 e S 46 della S-Bahn.

## Interscambi
- Fermata metropolitana (Tempelhof (Südring), linea U 6)[2]
- Fermata autobus